# تييري ماير
تييري ماير (بالفرنسية: Thierry Meyer)‏ (22 يناير 1958 ميلوز فرنسا - ) هو لاعب كرة قدم فرنسي، يلعب كمهاجم.

## روابط خارجية
- تييري ماير على موقع الاتحاد الدولي (مؤرشف)  (الإنجليزية)
- تييري ماير على موقع قاعدة بيانات كرة القدم.إي يو (الإنجليزية)
- تييري ماير على موقع عالم كرة القدم.نت (الإنجليزية)